# ماناب كوماتسوبرا
مانابُ كوماتسوبَرا (باليابانية: 小松原 学) (2 أبريل 1981 في غونما في اليابان – )؛ هو لاعب كرة قدم ياباني سابق كان يلعب كمهاجم.

## وصلات خارجية
- ماناب كوماتسوبرا على موقع رابطة كرة القدم اليابانية للمحترفين (اليابانية)
- ماناب كوماتسوبرا على موقع عالم كرة القدم.نت (الإنجليزية)